# Markus Zberg
Markus Zberg (Altdorf, 27 giugno 1974) è un ex ciclista su strada svizzero, professionista dal 1996 al 2009 e medaglia d'argento in linea ai campionati del mondo su strada del 1999.

## Carriera
Fratello minore di Luzia e Beat Zberg, entrambi ciclisti, diventò professionista nel 1996. Passista veloce, dotato anche di una certa abilità di finisseur, colse in carriera 15 vittorie ed indossò la maglia amarillo di leader della Vuelta a España per due giorni durante l'edizione 1998 della corsa iberica.
Oltre ad essersi piazzato fra i primissimi in varie classiche, giunse a sorpresa secondo nella prova in linea Elite dei campionati del mondo del 1999 a Verona, preceduto dal solo Óscar Freire.

## Palmarès
- 1996 (Carrera Jeans, una vittoria)

6ª tappa Grand Prix Tell
- 1997 (Mercatone Uno, una vittoria)

7ª tappa Giro di Polonia (Nowy Targ > Wieliczka)
- 1998 (Post Swiss, sei vittorie)

Stausee Rundfahrt
6ª tappa Settimana Ciclistica Lombarda
Berner Rundfahrt
2ª tappa Tour de Suisse (Aigle > Ulrichen)
1ª tappa Vuelta a España (Cordova > Cordova)
22ª tappa Vuelta a España (Madrid > Madrid)
- 1999 (Rabobank, due vittorie)

4ª tappa Österreich-Rundfahrt
Milano-Torino
- 2000 (Rabobank, una vittoria)

Campionati svizzeri, Prova in linea
- 2001 (Rabobank, due vittorie)

3ª tappa Tirreno-Adriatico (Benevento > Santuario di Castelpetroso)
Rund um den Finanzplatz Eschborn-Frankfurt
- 2006 (Gerolsteiner, una vittoria)

7ª tappa Parigi-Nizza (Nizza > Nizza)
- 2008 (Gerolsteiner, una vittoria)

Campionati svizzeri, Prova in linea

## Piazzamenti

### Grandi Giri
- Tour de France

2000: 68º
2003: 92º
- Vuelta a España

1998: 57º
1999: 30º
2001: ritirato

### Classiche monumento
- Milano-Sanremo

1997: 79º
1999: 13º
2000: 14º
2001: 8º
2002: 3º
2003: 13º
2004: 18º
2005: 108º
2006: 17º
- Giro delle Fiandre

1996: 89º
1999: 6º
2000: 10º
2001: 22º
2002: 25º
2003: ritirato
2004: ritirato
2005: 32º
2006: 29º
- Liegi-Bastogne-Liegi

1999: 7º
2000: 14º
2001: 9º
2002: 54º
2003: 57º
2004: 21º
2005: ritirato
2006: ritirato
2007: ritirato
- Giro di Lombardia

1997: 36º
1998: 8º
1999: 6º
2000: ritirato
2003: 24º
2004: ritirato
2005: 70º

### Competizioni mondiali
- Campionato del mondo

Valkenburg 1998 - In linea Elite: ritirato
Verona 1999 - In linea Elite: 2º
Plouay 2000 - In linea Elite: 49º
Verona 2004 - In linea Elite: ritirato
Madrid 2005 - In linea Elite: 98º
Varese 2008 - In linea Elite: ritirato
- Giochi olimpici

Sydney 2000 - In linea: 21º
Atene 2004 - In linea: 12º